# Якобсен, Хенрик
Хе́нрик Я́кобсен (дат. Henrik Jakobsen) — датский кёрлингист.
В составе мужской сборной Дании участник чемпионатов мира и Европы, в составе юниорской мужской сборной Дании участник четырёх юниорских чемпионатов мира. Семикратный чемпион Дании среди мужчин, двукратный чемпион Дании среди смешанных команд.

## Достижения
- Чемпионат Дании по кёрлингу среди мужчин: золото (1991, 1993, 1994, 1995, 2001, 2004, 2005).
- Чемпионат Дании по кёрлингу среди смешанных команд: золото (1987, 1988).
- Чемпионат Дании по кёрлингу среди юниоров: золото (1980, 1981, 1982, 1983).

## Команды
| Сезон                                          | Четвёртый         | Третий         | Второй                | Первый          | Запасной                              | Турниры                       |
| ---------------------------------------------- | ----------------- | -------------- | --------------------- | --------------- | ------------------------------------- | ----------------------------- |
| 1979—80                                        | Jack Kjaerulf     | Лассе Лаурсен  | Ким Дюпон             | Хенрик Якобсен  |                                       | ЧДЮ 1980 · ЧМЮ 1980 (6 место) |
| 1980—81                                        | Jack Kjaerulf     | Лассе Лаурсен  | Ким Дюпон             | Хенрик Якобсен  |                                       | ЧДЮ 1981 · ЧМЮ 1981 (6 место) |
| 1981—82                                        | Jack Kjaerulf     | Лассе Лаурсен  | Хенрик Якобсен        | Bo Frank        |                                       | ЧДЮ 1982 · ЧМЮ 1982 (9 место) |
| 1982—83                                        | Jack Kjaerulf     | Лассе Лаурсен  | Хенрик Якобсен        | Bo Frank        |                                       | ЧДЮ 1983 · ЧМЮ 1983 (5 место) |
| 1987—88                                        | Sören Bang        | Хенрик Якобсен | Лассе Лаурсен         | Ульрик Шмидт    | Микаэль Харри                         | ЧЕ 1987 (5 место)             |
| 1990—91                                        | Кристиан Туне     | Нильс Сиггорд  | Хенрик Якобсен        | Лассе Лаурсен   | Андерс Сёдерблом (ЧМ)                 | ЧДМ 1991 · ЧМ 1991 (8 место)  |
| 1991—92                                        | Герт Ларсен       | Олуф Ольсен    | Микаэль Харри         | Хенрик Якобсен  | Ульрик Шмидт                          | ЧЕ 1991 (6 место)             |
| 1992—93                                        | Герт Ларсен       | Олуф Ольсен    | Микаэль Харри         | Хенрик Якобсен  | Том Нильсен                           | ЧДМ 1993 · ЧМ 1993 (5 место)  |
| 1993—94                                        | Герт Ларсен       | Олуф Ольсен    | Микаэль Харри         | Хенрик Якобсен  | Том Нильсен (ЧДМ), Томми Стьерне (ЧМ) | ЧДМ 1994 · ЧМ 1994 (7 место)  |
| 1994—95                                        | Герт Ларсен       | Олуф Ольсен    | Микаэль Харри         | Хенрик Якобсен  | Том Нильсен                           | ЧЕ 1994 (10 место) · ЧДМ 1995 |
| 2000—01                                        | Йонни Фредериксен | Хенрик Якобсен | Ларс Виландт          | Бо Йенсен       | Герт Ларсен тренер: Олле Брудстен     | ЧДМ 2001 · ЧМ 2001 (10 место) |
| 2003—04                                        | Йонни Фредериксен | Ларс Виландт   | Бо Йенсен             | Кеннет Дауке    | Хенрик Якобсен                        | ЧДМ 2004                      |
| 2003—04                                        | Йонни Фредериксен | Ларс Виландт   | Кеннет Дауке Андерсен | Бо Йенсен       | Хенрик Якобсен                        | ЧМ 2004 (8 место)             |
| 2004—05                                        | Йонни Фредериксен | Ларс Виландт   | Бо Йенсен             | Кеннет Дауке    | Хенрик Якобсен                        | ЧДМ 2005                      |
| Кёрлинг среди смешанных команд (mixed curling) |                   |                |                       |                 |                                       |                               |
| 1987                                           | Ульрик Шмидт      | Лене Бидструп  | Хенрик Якобсен        | Лиллиан Фрёлинг |                                       | ЧДСК 1987                     |
| 1988                                           | Ульрик Шмидт      | Лене Бидструп  | Хенрик Якобсен        | Лиллиан Фрёлинг |                                       | ЧДСК 1988                     |

(скипы выделены полужирным шрифтом)